# Эванс, Эдит
Дама Эдит Мэри Эванс (англ. Edith Mary Evans, 8 февраля 1888 — 14 октября 1976) — британская актриса, трёхкратная номинантка на премию «Оскар», а также обладательница премий BAFTA и «Золотой глобус».

## Биография
Эдит Эванс родилась в Лондоне 8 февраля 1888 года в семье государственного служащего Эдварда Эванса и его жены Каролин Эллен Фостер. Образование она получила в школе при церкви Св. Михаила в Лондоне, а затем, в 1903 году, отдана родителями на обучение модистке.
Но всё же дальнейшую свою жизнь Эдит Эванс решила связать с театром и в 1910 году она дебютировала в одном из лондонских театров в роли Виолет в шекспировской пьесе «Двенадцатая ночь». В дальнейшие годы карьера Эванс стала активной развиваться и со временем она стала одной из ведущих британских театральных актрис. Она играла в большом количестве постановок по пьесам Шекспира, Ибсена, Уичерли, Уайлда, Шоу и Кауарда. Наиболее знаменитыми её ролями стали кормилица в «Ромео и Джульете», а также Леди Брекнелл в пьесе «Как важно быть серьёзным».
В 1946 году Эдит Эванс была удостоена ордена Британской империи в качестве Дамы-командора.
Её кинокарьера началась ещё в 1915 году, но после трёх фильмов она прекратила сниматься и не появлялась на большом экране до 1949 году.
Одной из первых её ролей, после длительного перерыва стала старая графиня Раневская в экранизации «Пиковой дамы» в 1949 году, за исполнение роли номинировалась на премию «Лучшая актриса» Сообщества кинокритиков Нью-Йорка.
В последующие годы она снялась в таких фильмах, как «Том Джонс» (1963) и «Меловой сад» (1964), за роли в которых она два года подряд становилась номинанткой на премию «Оскар», как лучшая актриса второго плана. Наиболее известной её киноролью стала Мэгги Росс в фильме «Шептуны» (1967), за которую она была удостоена премий BAFTA и «Золотой глобус», а также была номинирована на «Оскар», за лучшую женскую роль.
В 1925 году актриса вышла замуж за Джорджа Бута, который умер в 1935 году. В дальнейшем она замуж не выходила и провела остаток дней одна. Эдит Эванс умерла 14 октября 1976 года в возрасте 88 лет в Кенте и похоронена в церкви Святого Павла, Ковент-Гарден, Лондон.

## Избранная фильмография
1. 1949 — Пиковая дама — старая графиня Раневская
2. 1952 — Как важно быть серьёзным — леди Аугуста Брекнелл
3. 1959 — Оглянись во гневе — миссис Таннер
4. 1959 — История монахини — мать Эммануэл
5. 1963 — Том Джонс — мисс Вестерн
6. 1964 — Меловой сад — миссис Сент Могам
7. 1965 — Юный Кэссиди — леди Грегори
8. 1967 — Шептуны — Мэгги Росс
9. 1969 — Безумная из Шайо — Джозефин
10. 1970 — Скрудж — Призрак
11. 1973 — Кукольный дом — Энн Мэри
12. 1974 — Безумие — тётя Луиз
13. 1976 — Туфелька и роза — овдовевшая королева

## Награды
- «Золотой глобус» 1967 — «Лучшая актриса» («Шептуны»)
- BAFTA 1967 — «Лучшая актриса» («Шептуны»)
- Премия «Серебряный медведь» за лучшую женскую роль 17-го Берлинского кинофестиваля («Шептуны»)